# 娛樂數論主題列表
以下是娛樂數論主題（可參照數論、娛樂數學）的列表。這些主題列在此處沒有貶義：許多數學領域知名的主題是以問題本身的難度而聞名。
數論主題列表中有針對數論中各主題的列表。

## 數列
- 整數數列：由整數組成的數列。
- 斐波那契數列：從0和1開始的數列，數列連續二項相加即為下一項的值。
  - 黄金分割数：斐波那契數列前後兩項之比值會趨近的數值。
  - 斐波那契编码：利用斐波那契數列組成的計數系統，每個數位的位值對應斐波那契數。
- 卢卡斯数列：斐波那契數和盧卡斯數的推廣。
- 有形數：可以排成有一定規律形狀的數。
  - 多邊形數：可以排成正多邊形的數。
    - 三角形數：可以排成正三角形的數。
    - 正方形數：可以排成正方形的數。
    - 五邊形數：可以排成正五邊形的數。
    - 六邊形數：可以排成正六邊形的數。
    - 七邊形數：可以排成正七邊形的數。
    - 八邊形數：可以排成正八邊形的數。
    - 九邊形數：可以排成正九邊形的數。
    - 十邊形數：可以排成正十邊形的數。

  - 中心多邊形數：可以排成中心正多邊形（多邊形的中心恆有一點，可以旋轉對稱）的數。
    - 中心正方形數：可以排成中心正方形的數。
    - 中心五邊形數：可以排成中心正五邊形的數。
    - 中心六邊形數：可以排成中心正六邊形的數。

  - 锥形数：可以排成正角锥的數。
    - 三角锥数（四面體數）：可以排成正四面體的數。
    - 四角錐數：可以排成正四角錐的數。
    - 五角锥数：可以排成正五角锥的數。
    - 七角锥数：可以排成正七角锥的數。

  - 八面體數：可以排成正八面體的數。
- 星形数：可以排成正六角星的數。
- 完全數：除了自身以外因數的和，恰好等於本身的數。
  - 準完全數：除了自身以外因數的和，恰好等於本身加一的數。
  - 殆完全數：除了自身以外因數的和，恰好等於本身減一的數。
  - 多重完全數：其因數的和（即除數函數），恰好等於本身的整數倍的數。
  - 超完全数：其除數函數的除數函數，恰好等於原整數的2倍。
  - 半完全數：正整數的全部或一部分真因數的和等於此整數自身。
  - 本原半完全數：是指一個半完全數，不能被任何比它更小的半完全數整除。
  - 元完全數：正整數其元因數的和等於整數本身的2倍。
  - 奇怪数：一正整數是豐數，但不是半完全數（無法表示為全部或一部分真因數的和）。
- 相亲数：彼此除自身以外全部約數之和與另一方相等
- 婚約數：二個正整數其彼此除了1和本身以外的所有因數的和與另一方的數值本身相等。
- 相亲数链：若干個正整數，其中第一個數的除本身之外全部約數的和，等於第二個數，第二個數的除本身之外全部約數的和，等於第三個數……。
- 过剩数：除了自身以外因數的和，大於本身的數。
- 亏数：除了自身以外因數的和，小於本身的數。
- 真因子和數列：一數列第一項以後的每一項都是上一項的真因子之和。
- 超波里特數：其本身及所有正因數都是波里特數的偽質數。
- 幸運數：利用一種類似埃拉托斯特尼篩法的演算法後留下的整數集合。
- 快樂數：正整數其所有數字的平方和，得到的新數再次求所有數字的平方和，如此重複進行，最後的結果為1。
- 冪數（Powerful number）：一正整數n，每一個質因數的平方亦是n的因數。
  - 次方數：一正整數可以表示為另一正整數的平方、立方或更高次方。
  - 阿喀琉斯數：是冪數，但不是次方數的正整數。
- 原始數（Primeval number）：一正整數可以用各位數組合出其他質數，而且其質數的數量比其他較小數字所能產生的質數更多。
- 回文数：將各位數數字按相反的順序重新排列後，所得到的數和原來數字一樣的整數。
- 自守数：其任意次冪的末幾位數字等於數字本身的數。
- 三角平方數：既是三角形數，又是平方數的數。
- 累进可除数：首位數非零，而且由它首n個位數組成的數是n的倍數的整數。
- 歐爾調和數：正整數所有因數的調和平均是整數。
- 楔形数：可以表示成三個不同質數乘積的正整數。
- 基思數，也叫Repdigit數：是指一個整數有在一個起始項為該整數各位數字，規則類似斐波那契數列的整數數列中出現。
- 卡布列克數：一正整數X在n進位下的平方可以分割為二個數字，且這二個數字相加後恰等於X。
- 史密夫數：其数字和，等於其質因數所有数字和的和。
- 哈沙德數（尼雲數）：可以被其數位的數字之和整除的整數。
- 双重梅森数：一梅森數，其二的乘幂也是梅森數。
- 鄒賽爾數：一无平方数因数的数，其中至少三個質因數可以用{\displaystyle p_{x}=ap_{x-1}+b}表示。
- 普洛尼克数：二個連續正整數的乘積。
- Superparticular數：大於1的正整數和其數值減一相除的比值。
- 不可及數：無法表示為任意一個正整數（包括它自己）除了自身以外因數的和。
- 自我數：不能由任何一個整數加上該整數的各位數字和生成的數。
- 高歐拉商數：高歐拉商數k會使有歐拉函數的方程式φ(x) = k有m>0個解，而且若k值較小時，其解的個數都小於m。
- 實際數：一正整數有許多因數，所有較小的正整數都可以用該正整數部份因數的和表示，每個因數最多只出現一次。
- 水仙花数：一N位正整數，其各個數之N次方和等於該數。

## 有關各位數字
- 数字和：各位數字相加後的和。
- 数的韧性：一整數需連續進行幾次特定的處理才能到達不動點，數字不再變化。
- 反素数：一質數不是迴文數，但數字反過來後，仍然是一個質數。
- 回文素数：既是質數又是迴文數的整數。
- 正规数：各位數字顯示出隨機分布，且每個數字出現機會均等的實數。
  - 斯托納姆數：由數學家李查·斯托納姆發現，特定條件下是正规数的實數。
  - 錢珀瑙恩數：用連續整數來定義的一個正规数。
- 循環單位（純元數）：各位數字都是由1組成的數。
- 純位數：各位數都是由相同數字組成的數。

## 素數及有關數列
- 半素數：二個質數的乘積。
- 殆素数：質數分解的指數和為特定整數的數。
- 唯一素数：一質數的倒数循环节长度和其他質數的都不相同。
- 階乘素數：和某個階乘相鄰的質數。
- 可交换素数：一質數的各位數字可以任意交換位置，其結果仍為質數。
- 立方素數：由有三次方的特殊方程生成的質數。
- 幸运素数：既是質數又是幸運數的整數。
- 雙生素數：一對相差2的素数。

## 幻方
- 質數螺旋：將正整數以螺旋方式排列，其中質數的分佈會有特定的規律。
- 幻星：一组排放在多角星中的整数，其每條線上数字之和均相等。
- 幻方：一组排放在正方形中的整数，其每行、每列以及两条对角线上数字之和均相等。
  - Frenicle标准型式：一组幻方的標準型式。
  - 素数倒数幻方：由素数倒数倍數的循環節組成的幻方。
  - 多幻方（英语：Multimagic square）：幻方中每一項都改為原整數的幂次後仍滿足幻方的特性。
  - 泛對角幻方：泛对角線上数字之和也相等的幻方。
  - Most-perfect magic square（英语：Most-perfect magic square）：幻方中2×2的小方塊數字和相等，對角線上數字還滿足其他特性的幻方。
  - Conway's Lux method for magic squares（英语：Conway's Lux method for magic squares）：由數學家約翰·何頓·康威發現，一種產生4n+2階幻方的方法。
- 魔术正方体：一组排放在立方體中的整数，其每水平及垂直的每行、每列、以及四条主对角线上的数之和均相等。
  - 简易魔术正方体：只符合上述條件的魔术正方体。
  - 完全魔术正方体（英语：Perfect magic cube）：魔术正方体，每一個面的对角线上数字之和也相等。
  - 半完全魔术正方体（英语：Semiperfect magic cube）：不是完全魔术正方体的魔术正方体。
  - 多魔术正方体（英语：Multimagic cube）：魔术正方体中每一項都改為原整數的幂次後仍滿足魔术正方体的特性。
- 魔术四維超正方体（英语：Magic tesseract）：一组排放在四維超正方体中的整数，和任一軸平行的列、以及所有主对角线上的数之和均相等。
- 魔术超正方体（英语：Magic hypercube）：一组排放在多維超正方体中的整数，和任一軸平行的列、以及所有主对角线上的数之和均相等。
- 幻方常數：幻方中每行、每列或两条对角线上的数字之和。
- 完美正方形：把正方形分割為若干個邊長不等的小正方形，而且其中沒有其他有多個小正方形組成的矩形或正方形。